# Vindecarea orbului din Betsaida

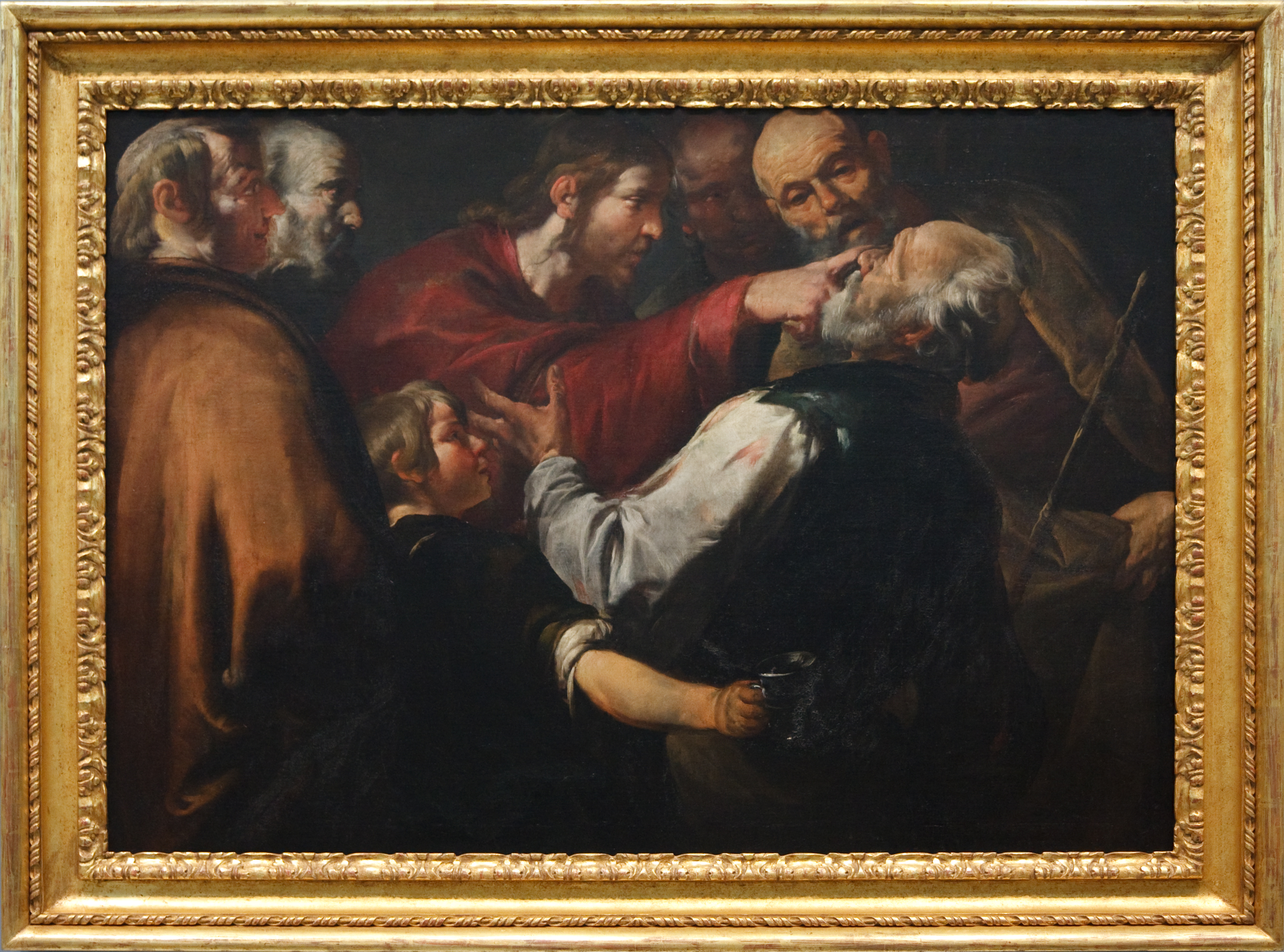
Cristos vindecând orbul de Gioacchino Assereto, aproximativ 1640.

Vindecarea orbului din Betsaida este una din minunile lui Iisus, consemnată numai în Evanghelia după Marcu (8:22-26).
În conformitate cu această evanghelie, când Iisus din Nazaret a venit la Betsaida, un oraș din Galileea, el a fost rugat să vindece un orb. Iisus l-a scos afară din oraș, i-a pus niște salivă pe ochi și și-a pus mâinile peste el. Apoi l-a întrebat pe acesta dacă vede ceva.
"Văd niște oameni umblând, dar îi zăresc ca pe niște copaci", a spus omul.
Iisus a repetat procedura, iar vederea orbului s-a îndreptat, el putând vedea cu claritate.
"Să nu intri în oraș și nici să nu spui cuiva din oraș", i-a poruncit Iisus.
Acest episod din viața lui Iisus constituie una dintre cele douăsprezece minuni descrise în Evanghelia după Marcu și, printre acestea, una dintre cele patru în care Iisus cere celui vindecat să nu vorbească nimănui despre ce s-a întâmplat. Este vorba, după unii teologi, să se rețină că faptele bune trebuie să fie făcute fără ostentație. Particularitatea acestei minuni este că a trebuit ca Iisus să facă două încercări pentru ca ortbul să-și recapete vederea în întregime. Pentru profesorul de exegeză a Noului Testament, Camille Focant, scopul este de a sugera ucenicilor lui Iisus că trebuie parcurse mai multe etape înainte ca vindecarea să se realizeze. Aceasta din urmă este mai lungă pentru ca ucenicii «să vadă altfel pentru a înțelege în sfârșit».